# Victor Bäcklund

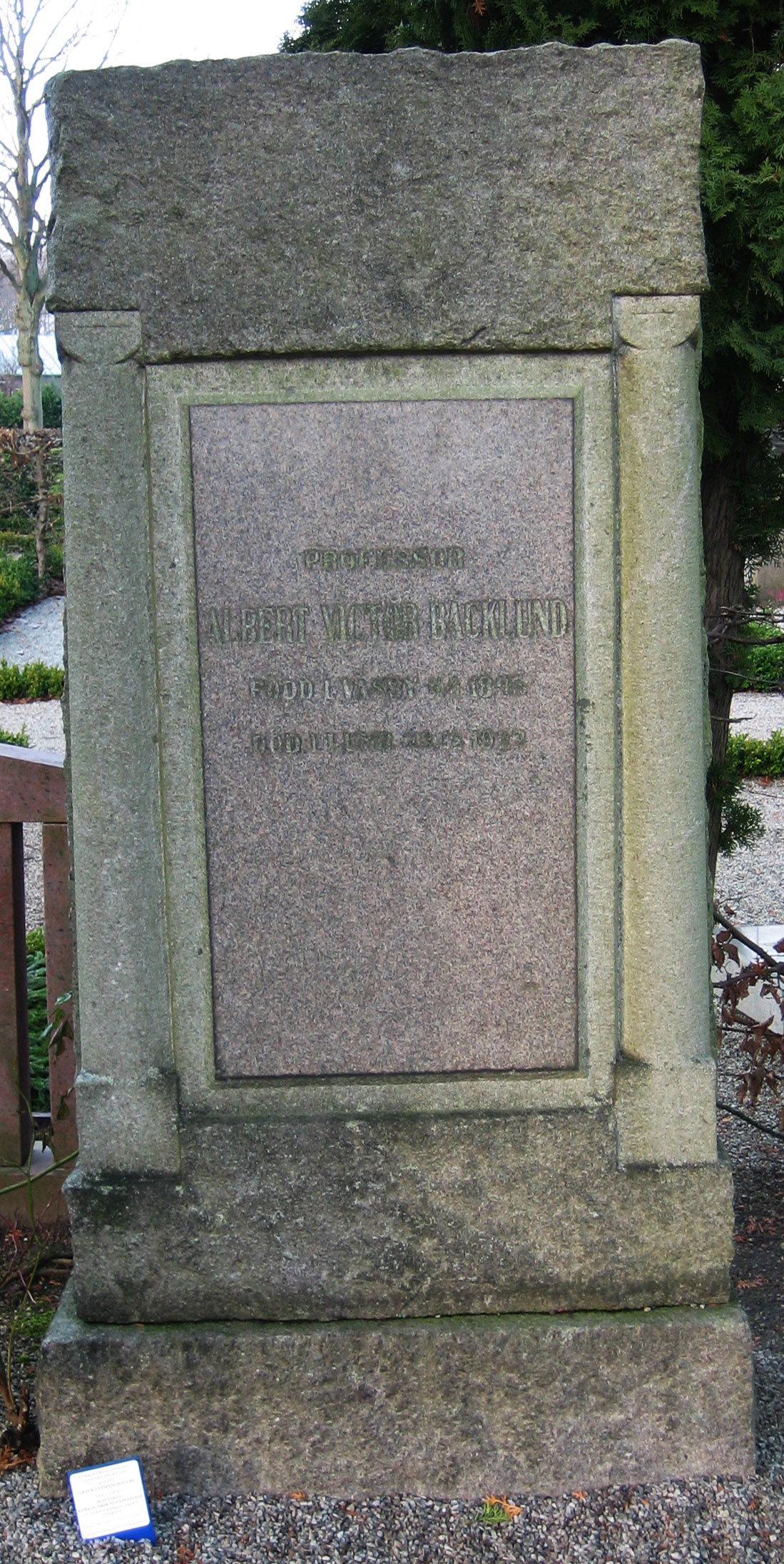
Victor Bäcklunds gravsten på Norra kyrkogården i Lund.

Albert Victor Bäcklund, född 11 januari 1845 i Väsby socken, Malmöhus län, död 23 februari 1922 i Lund, var en svensk matematiker.
Bäcklund blev student vid Lunds universitet vid 16 års ålder där han studerade astronomi, fysik, matematik och mekanik. Han disputerade 1868 på en avhandling där han bestämde polhöjden för det nya observatoriet. Samma år blev han docent i astronomi och i geometri 1869, extra ordinarie professor i mekanik och matematisk fysik 1878 och var professor i fysik 1900–1910. Han fungerade som rektor för universitet 1907–1909.
Bäcklund författade flera värdefulla uppsatser i geometri och partiella differentialekvationers teori med mera, intagna i Vetenskapsakademiens handlingar, Lunds universitets årsskrift, Acta mathematica, de av Felix Klein och Adolph Mayer utgivna Mathematische Annalen med flera tidskrifter. I sin första internationella publikation Über Flächentransformationen i Mathematische Annalen 1875 beskrev Bäcklund en ny typ av transformationer mellan kurvor som senare har fått namnet bäcklundstransformationer. Matematikern Lars Gårding beskriver dessa insatser som bestående och intresseväckande "ännu efter hundra år".
Bäcklunds arbeten inom fysik ses inte som lika värdefulla som hans insatser inom matematiken. När han 1878 blev extra ordinarie professor upphörde han med matematik och ägnade sig fullt ut åt fysiken. Fysikern Carl Wilhelm Oseen skrev i sin biografi över Bäcklund 1924 om Bäcklunds teoretiska fysik: "Med samtidens experimentalforskning stod den inte i någon förbindelse. Knappast heller med det teoretiska arbete, som vid samma tid utfördes i England och på kontinenten." När elektromagnetismen utvecklades i slutet av 1800-talet höll Bäcklund fast vid idén att all fysik skulle kunna härledas till mekanik.
Bäcklund blev ledamot av Fysiografiska sällskapet i Lund 1872, av Vetenskapsakademien 1888 och av Vetenskapssocieteten i Uppsala 1897. Åren 1902–1910 var han inspektor för Helsingkrona nation.
Bäcklund ligger begravd på Norra kyrkogården i Lund.